# Streneac, Caraș-Severin
Streneac este un sat în comuna Sichevița din județul Caraș-Severin, Banat, România.